# 玻色子

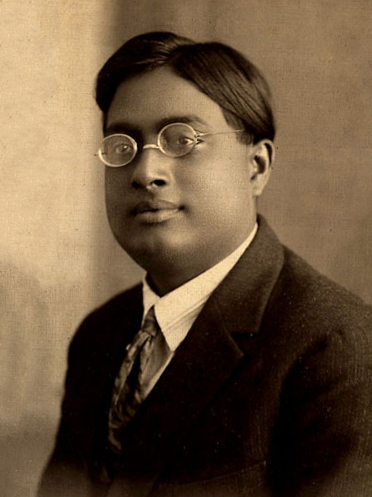
薩特延德拉·玻色

在量子力學裡，粒子可以分為玻色子（英語：boson）與費米子。玻色子由保羅·狄拉克命名，是為了紀念印度物理學者薩特延德拉·玻色的貢獻。他與阿爾伯特·愛因斯坦合作發展出的玻色-愛因斯坦統計可以描述玻色子的性質。在所有基本粒子中，標準模型的幾個傳遞作用力的規範子，如光子、膠子、W玻色子、Z玻色子都是玻色子，同时賦予基本粒子質量的希格斯子业已證實是玻色子；而在量子引力理論裏傳遞引力的引力子也是玻色子，只是尚未被證實存在。在複合粒子裏，介子是玻色子，質量數為偶數的穩定原子核，像重氫2H（原子核由一颗质子和一颗中子组成，質量數為2）、氦-4、鉛-208等也是玻色子，準粒子像庫柏對、等离体子、聲子等都是玻色子。:130
多個玻色子可以同時占有同樣量子態。這是一個很重要的性質。當氦-4因冷卻變為超流體時，會顯示出這種性質。:130與之相比，兩個費米子不能同時占有同樣的量子態。組成物質的基本粒子是費米子，例如，輕子、夸克。玻色子傳遞作用力使得費米子能夠連結在一起。由於玻色子的作用，物質能夠黏結在一起。

## 定義與性質

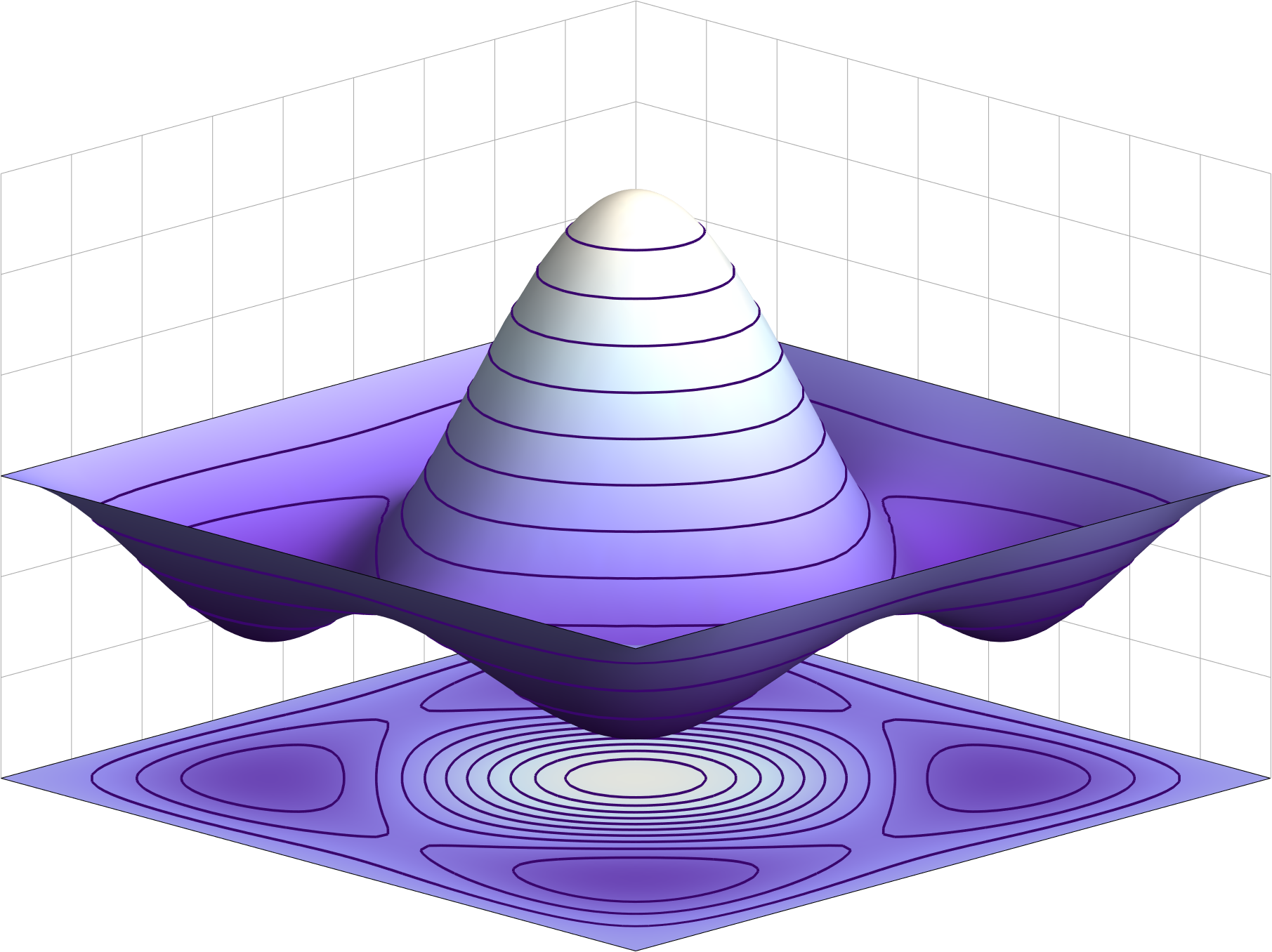
在無限深方形阱裏，兩個全同玻色子的對稱波函數繪圖。

玻色子定義為遵守玻色-愛因斯坦統計的粒子；根據玻色-愛因斯坦統計，對於N個全同玻色子，假設將其中任意兩個玻色子交換，則由於描述這量子系統的波函數具有對稱性，波函數不會改變。 費米子遵守費米狄拉克統計；根據費米狄拉克統計，對於N個全同費米子，假設將其中任意兩個費米子交換，則由於描述這量子系統的波函數具有反對稱性，波函數的正負號會改變。:28-29由於這种特性，費米子遵守包利不相容原理：兩個全同費米子不能占有同樣的量子態。因此，物質具有有限體積與硬度。費米子被稱為物質的組成成分。:450-452
所有已知基本或複合粒子，依照自旋而定，自旋為整數的粒子是玻色子，自旋為半整數的粒子是費米子。在非相對論性量子力學裏，這純為經驗觀察；但在相對論性量子場論裏，自旋統計定理表明，半整數的粒子不能成為玻色子，整數的粒子不能成為費米子。:28-29
激光、激微波、超流體、玻色-愛因斯坦凝聚的基礎物理機制為玻色子所遵守的玻色-愛因斯坦統計。另外一個結果是處於熱力學平衡的光子氣體，其光譜是普朗克譜，例如，黑體輻射、現今稱為微波背景輻射的不透明早期宇宙的熱輻射。虛玻色子與真實粒子之間的交互作用造成了所有已知的作用力，除了引力之外。
在大型系統裏，只當在粒子密度很大時，也就是說，當它們的波函數重疊時，玻色子統計與費米子統計才會顯示出來；在密度很小時，兩種統計都可以用經典力學的麦克斯韦-玻尔兹曼统计作良好近似。:451

## 基本玻色子
所有觀測到的基本粒子，不是費米子，就是玻色子。所有觀測到的基本玻色子都是規範玻色子：光子、W玻色子、Z玻色子、膠子、希格斯玻色子。
- 胶子 - 强相互作用的媒介粒子，自旋为1，共8种。
- 光子 - 电磁相互作用的媒介粒子，自旋为1，共1种。
- W及Z玻色子 - 弱相互作用的媒介粒子，自旋为1，共3种。
- 希格斯玻色子 - 通過希格斯機制將質量給予其它粒子，自旋為0，目前只發現1種。
- 引力子 - 引力相互作用的媒介粒子，自旋为2，只有1种，目前未曾觀測到。

## 複合玻色子
複合粒子是由幾個粒子組成，例如，強子、原子核、原子等等。依照組成粒子的自旋，複合粒子可以是玻色子或費米子。更精確地說，由於自旋與統計之間的關係，由偶數個費米子組成的粒子是玻色子，因為它的自旋為整數。:451
- 介子是玻色子，它是由一個夸克與一個對應的反夸克组成的强子。
- 由偶数个核子组成的原子核是玻色子。质子和中子都是费米子，含偶数个核子的原子核具有整數自旋，例如，碳-12有六個質子、六個中子。
- 氦-4有兩個質子、兩個中子、兩個電子，是複合玻色子。

## 玻色子的量子態
玻色-愛因斯坦統計鼓勵全同玻色子擠入同一個量子態，但並不是任意量子態都必需很方便地被擠入。除了統計機制以外，玻色子可以彼此相互作用，例如，幾個非常鄰近的氦-4原子會彼此感受到分子間力，假設它們的凝聚處於某種空間定域的量子態，由於從統計獲得的助益　不能克服太過高昂的位勢，它們喜好處於一種空間離域的量子態（較低的|ψ(x)|）：假若凝聚的數目密度與普通液體或固體大致相同，則拿量子統計所描述的凝聚與普通統計所描述的液體或晶體晶格作比較，凝聚的相斥位勢不能高於後者的相斥位勢。所以，玻色-愛因斯坦統計不能夠繞過對於物質的密度所施加的物理限制。因此，超流體液氦的密度與普通液體物質相當。根據不確定性原理，空間離域的量子態具有較低的動量，因此動能也較低，這就是為甚麼通常在低溫才能觀察到超流體性質與超導性質。
光子彼此之間不會相互作用，因此不會經歷到這種擠入量子態的不同。

## 參閱
- 任意子
- 玻色氣體
- 全同粒子
- W-玻色子
- 仲統計法（parastatistics）